# Новостройка (Кемеровский район)
Новостро́йка — посёлок в Кемеровском районе Кемеровской области. Входит в состав Берёзовского сельского поселения.

## География
Расположен на левом берегу Томи к юго-востоку от города Кемерово, в 15 км от железнодорожной станции Кемерово-Пассажирская.
Центральная часть населённого пункта расположена на высоте 137 метров над уровнем моря.

## Население
| 2010 | 2021  |
| ---- | ----- |
| 2967 | ↗3241 |

## Предприятия
- Кемеровский научно-исследовательский институт сельского хозяйства, Кузбасская государственная сельскохозяйственная академия

## Транспорт
Общественный транспорт представлен автобусными и таксомоторными маршрутами.
Автобусные маршруты:
- № 105: д/п Вокзал — пос. Новостройка — д. Пугачи (8 рейсов)
- № 105а: д/п Комсомольский — пос. Новостройка (6 рейсов)
- № 128: д/п Вокзал — д. Сухая Речка — с. Березово